# Predeal

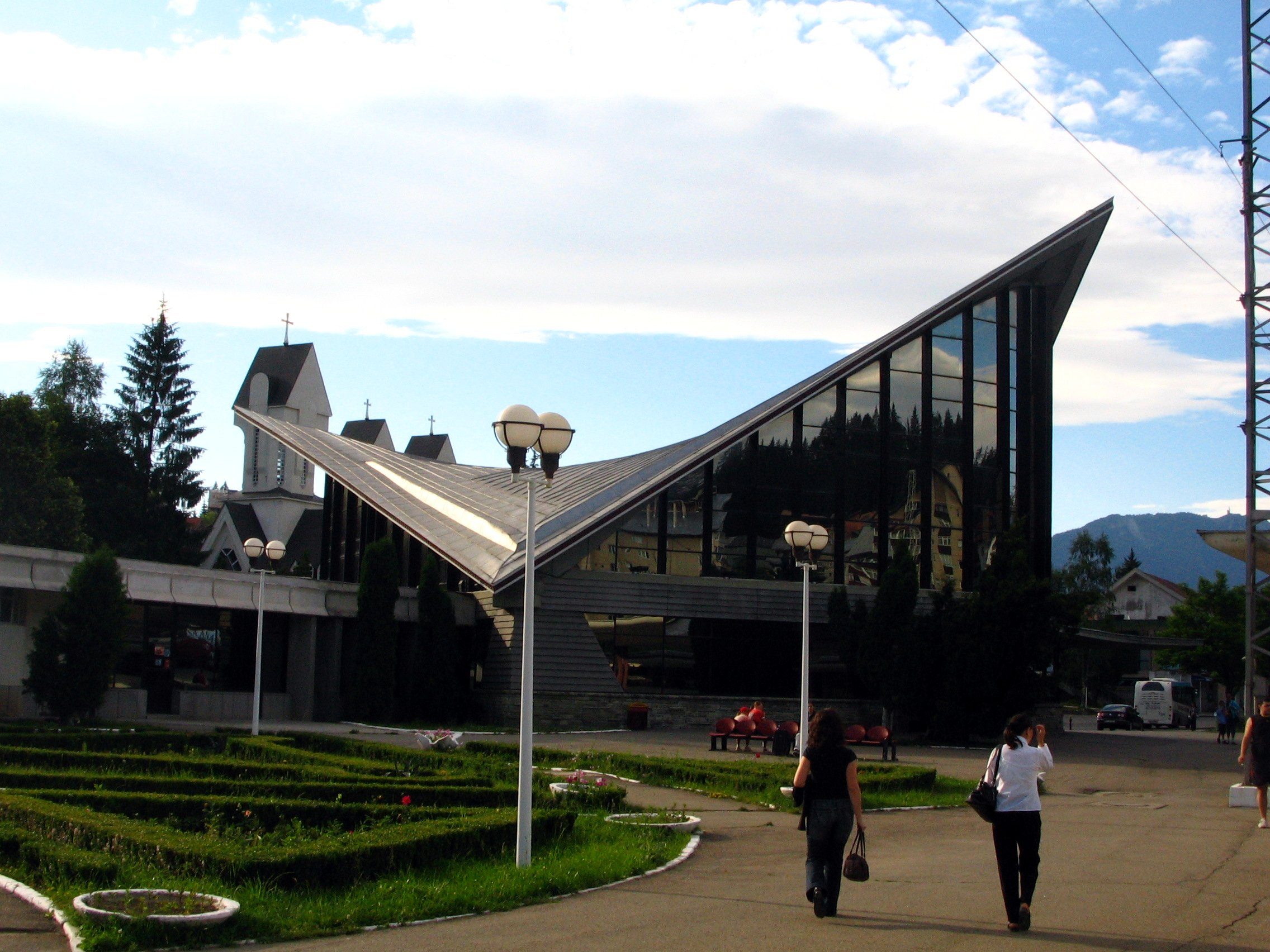

Predeal é uma cidade da Romênia com 6.735 habitantes, localizada no distrito de Brașov.